# Maestro d'ascia

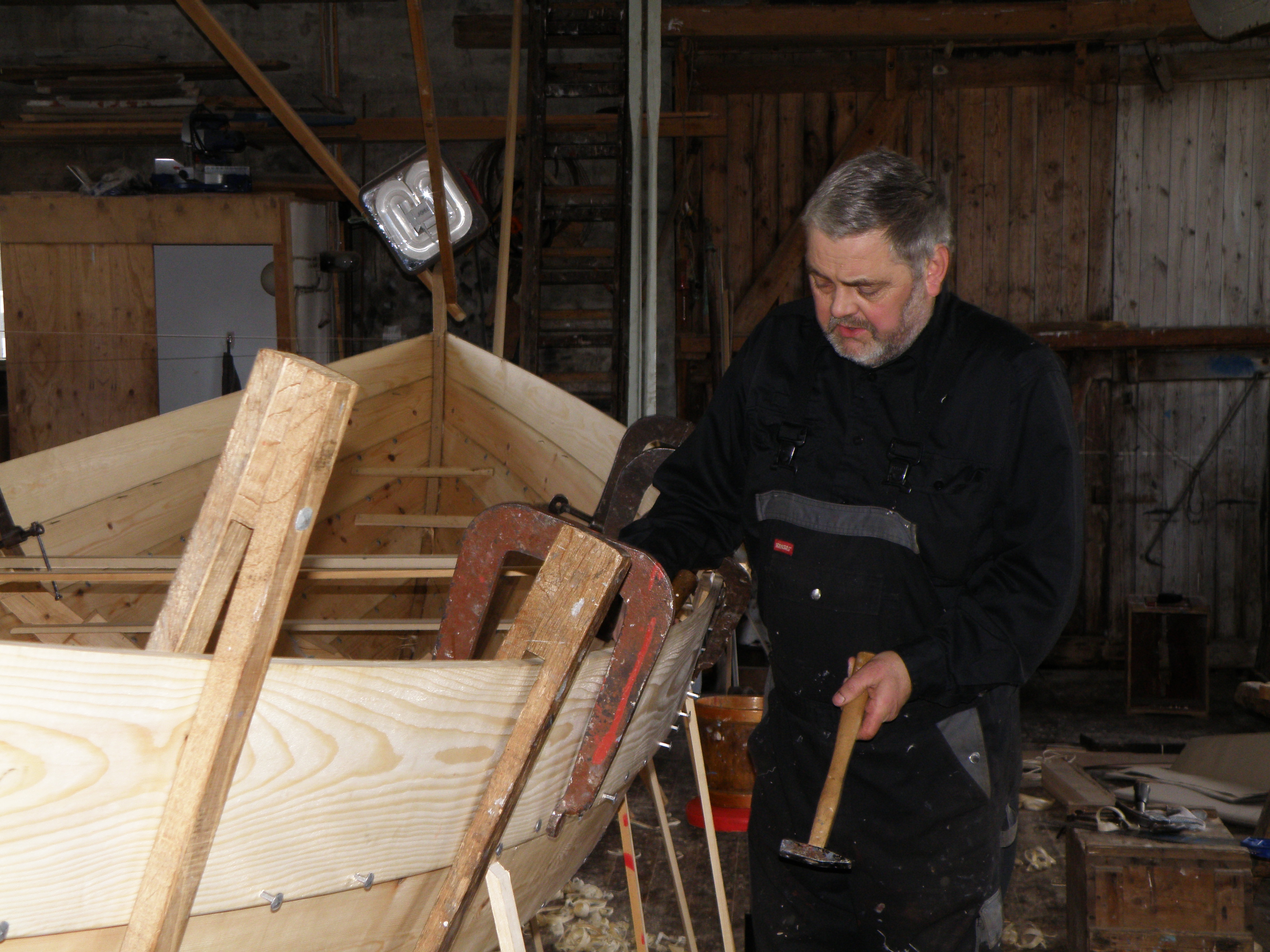
Un maestro d'ascia odierno.

Il maestro d'ascia (anche mastro d'ascia) è una professione di spicco dei vecchi cantieri navali, quando le imbarcazioni venivano ancora costruite prevalentemente in legno.

## Descrizione
Esperti dei vari tipi di legname ne riconoscevano l'essenza, l'uso, e, infine, la collocazione all'interno dell'imbarcazione. La loro bravura consisteva nel sagomare e adattare il ceppo di legno a quella che poi sarebbe stata la sua definitiva funzione (ordinate, madieri...). Tale operazione di sagomatura era appunto fatta con un attrezzo chiamato ascia.
La figura del maestro d'ascia è ancora presente nei cantieri di svariate località italiane ed è riconosciuta nel codice della navigazione, insieme a quella di ingegneri e costruttori, come facente parte del personale tecnico addetto alle costruzioni navali.